# Силоваяха
Силоваяха (в верхнем течении Силова-Яха, Силовая) — река на севере европейской части России. Расположена на территории Республики Коми и Ненецкого автономного округа.

## Описание
Левый приток Кары.

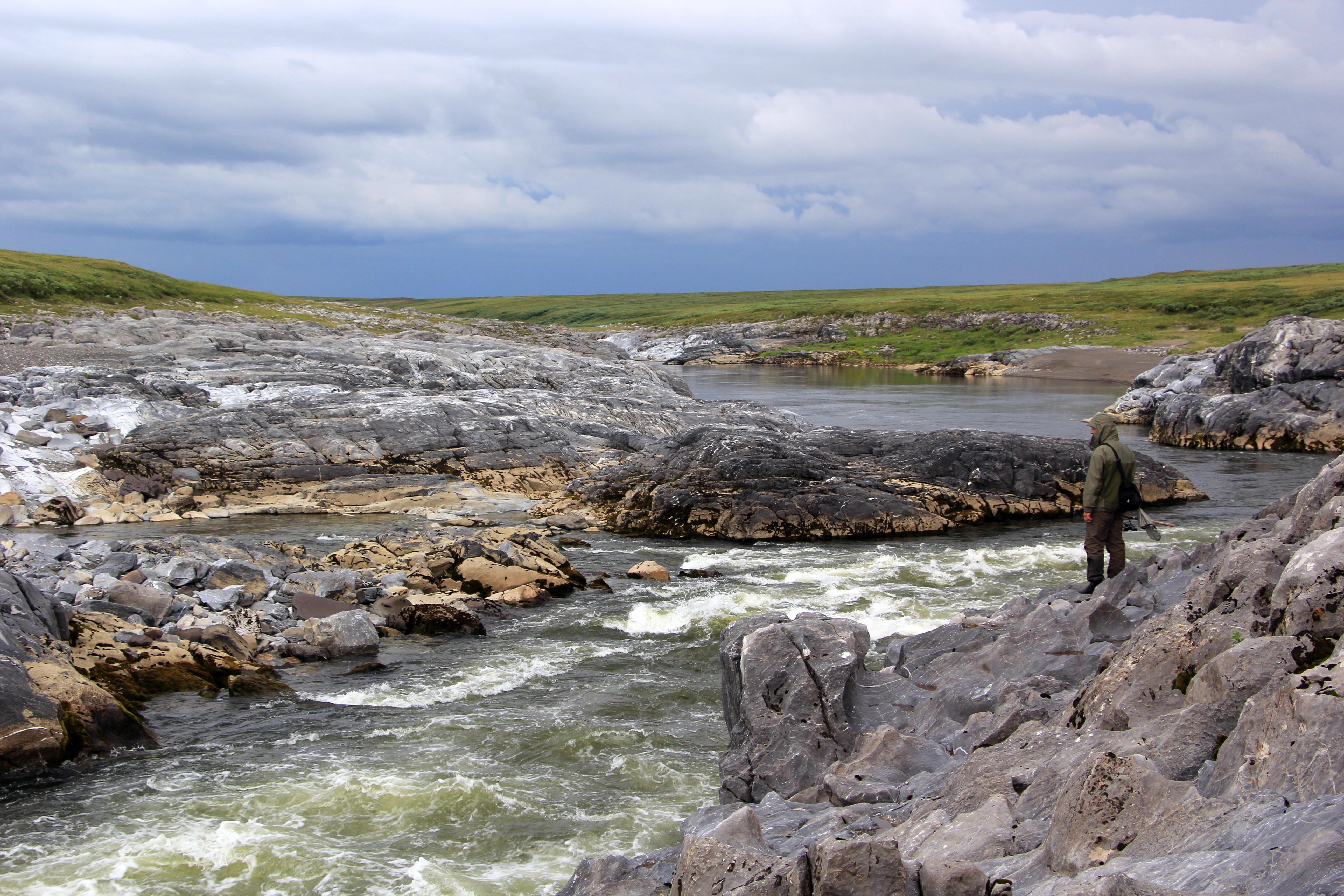
Пороги на Силова-яхе

Длина — 192 км, площадь водосборного бассейна — 4390 км². Река берёт начало на севере от города Воркуты. Впадает в Кару слева в 75 км от её устья на территории Ямало-Ненецкого автономного округа. Большая часть течения реки является границей между Республикой Коми и Ненецким автономным округом.
Основные притоки Мадага-Яха, Дарка-Рузь-Шор, Гурей-Ты-Вис, Силова-Мусюр-Шор, Буредан-Ю, Сезым-Ты-Вис, Дерентей-Ты-Вис, Ярей-Ю, Мишень-Шор, Хальмер-Ю, Тальма-Ю, Песья-Вож.

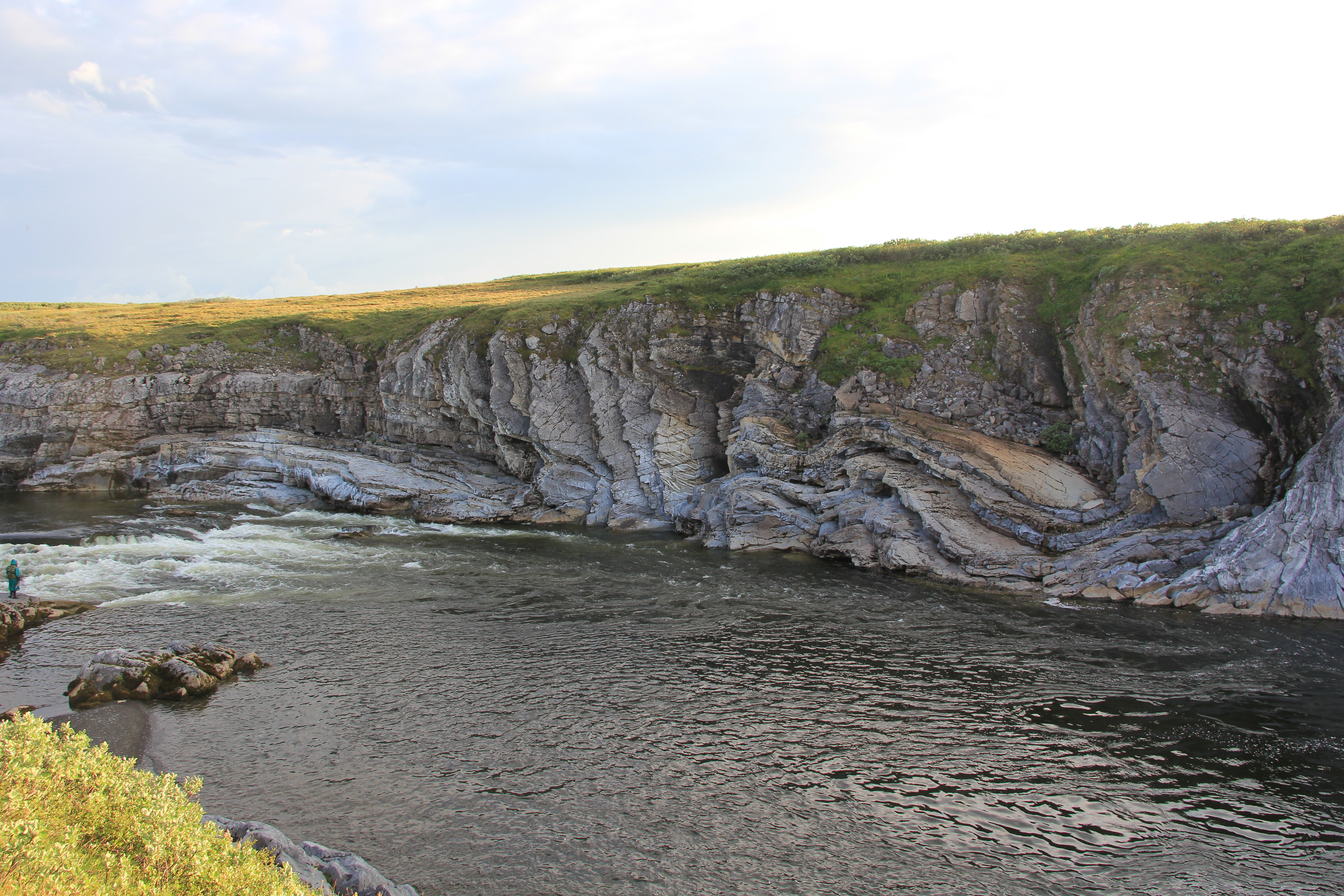
Берега Силова-яхи

## Данные водного реестра
По данным государственного водного реестра России относится к Нижнеобский бассейновый округ, водохозяйственный участок реки — реки бассейна Карского моря от западной границы бассейна реки Бол. Ою до мыса Скуратова. Речной бассейн реки — бассейн Карского моря междуречья Печоры и Оби.
Код объекта в государственном водном реестре — 15010000112103000090776.